# Voci d'Officina
Voci d'Officina fu un periodico clandestino antifascista del Partito d'Azione stampato senza cadenza fissa tra il febbraio 1944 e il marzo del 1945. Cessò le pubblicazioni dopo 12 numeri.

## Storia
Voci d'Officina riprendeva il nome di un periodico stampato e diffuso a Torino nel 1931; era curato e pubblicato dal gruppo di antifascisti composto da Mario Andreis, Carlo Levi e Aldo Garosci i quali si riunivano negli anni Trenta a casa della germanista e scrittrice Barbara Allason, fondato dal comitato sindacale del Partito d'Azione come organo di stampa diretto agli operai piemontesi e lombardi. Il primo numero fu pubblicato nel febbraio del 1944.
Raggiunse la tiratura di 20 000 copie e fu diffuso in tutta l'Italia settentrionale.
Il giornale oltre alle notizie forniva istruzioni su come organizzare gli operai nelle fabbriche ed effettuare azioni che ostacolassero il regolare svolgimento delle linee produttive.